# Guillaume III de Sillé
Guillaume III de Sillé, seigneur de Sillé. 

## Biographie
Guillaume III, fils d'Hugue II de Sillé, témoin du don fait à Savigny par son père d'un bourgeois de Sillé nommé Jean Lecordonnier. Henri II l'invita à faire restituer au Chapitre de Saint-Pierre-de-la-Cour l'église de Roézé. Il partageait avec les moines de la Couture et Geoffroy de Courtarvel le revenu du moulin de Saint-Remy (1164). Suzerain de Foulque Riboul, il jugea en sa faveur au sujet de la jouissance d'une taille sur les habitants du cimetière (1189). Une bulle du pape Célestin III, de 1197, atteste le don d'un cens de 20 sols consenti par Guillaume III à l'abbaye d'Étival-en-Charnie, et un autre de 10 deniers par un prédécesseur du même nom, Guillaume II sans doute. L'anniversaire de Guillaume III fut fondé à l'abbaye de Bellebranche par Bernard de la Ferté, après 1200, et fixé au troisième jour avant la Saint-Pierre. L'abbé Angot suppose que c'est lui encore qui avait donné à la même abbaye cistercienne un bourgeois de Sillé, ad vestitum monachorum.
M. de Lestang assigne pour femme à Guillaume III, ou plutôt à Guillaume IV qu'il confond avec lui, Ermengarde, que l'abbé Angot ne rencontre pas ailleurs, mais qu'il n'a pas de raison d'écarter, car il n'en connait pas d'autre.
Elle eut pour fils :
1. Guillaume qui suit ;
2. Hersende, femme de Geoffroy de Pouancé et de la Guerche, mère de Guillaume et d'Élisabeth de la Guerche ; on la voit assister à la fondation de la collégiale de la Guerche en 1206 ; mère aussi de =                    
  - Sybille de LA GUERCHE, Dame du Lion d'Angers  mariée avec Geoffroy V de CHATEAUBRIAND, Sieur de Chateaubriant  dont :(Marquise de CHATEAUBRIAND mariée à Yvon VIII de La Jaille)
  - Geoffroy IV de LA GUERCHE 
  - Isabelle de LA GUERCHE (ou Elisabeth ?)
3. Une seconde fille, de nom inconnu, mais qui semble indiquée par ce fait que Bernard de la Ferté, sans doute son époux, aurait fondé l'anniversaire de Guillaume, son père. Il semble que cette seconde fille se nommait Domette épouse de Raoul lV de Montfort-Hédé

## Sources
- Abbé Angot, « Baronnie de Sillé », Bulletin de la Commission historique et archéologique de la Mayenne, no 36,‎ 1920, p. 135-152 (lire en ligne)
- sources concernant les enfants de Hersende de SILLE et Geoffroy de La Guerche : sites généalogiques, racines et histoires , arbres généanet.